# پر برگمن
پر برگمن (انگلیسی: Per Bergman; ۱۵ مهٔ ۱۸۸۶ – ۱۸ اکتبر ۱۹۵۰) قایقران قایق بادبانی اهل سوئد بود.